# Ladderdiagram

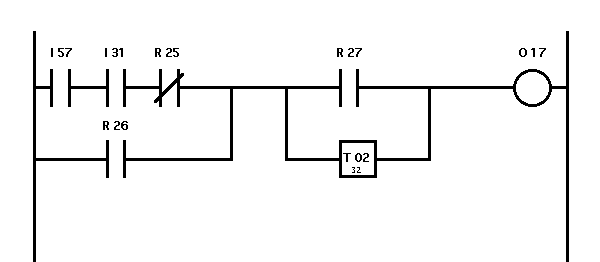
Exempel på ladderdiagram

Ladder, LD eller LAD är ett grafiskt programspråk för att programmera logik till främst PLC. Ladderkoden ser ut som en stege där den vänstra vertikala pinnen motsvarar elektrisk plus och den högra elektrisk minus. Stegpinnarna innehåller olika logiska grindar som styr olika funktioner i programmet. 
Koden påminner mycket om elscheman eller reläscheman, vilket gjorde det populärt då elektriker ofta utför enklare programmeringsuppgifter inom automation.
Ladderdiagram kompileras till maskinkod innan styrsystemet kan använda programmet.